# Gomphrena mendocina
Gomphrena mendocina là loài thực vật có hoa thuộc họ Dền. Loài này được (Phil.) R.E.Fr. mô tả khoa học đầu tiên năm 1920.